# پرواز فونیکس (فیلم ۲۰۰۴)
پرواز فونیکس (به انگلیسی: Flight of the Phoenix) فیلمی به کارگردانی جان مور محصول سال ۲۰۰۴ می‌باشد. فیلم براساس کتابی با همین نام که در سال ۱۹۶۴ منتشر شد است.

## داستان
فیلم راجع‌ به یک گروه کاشف نفت است که پس از زنده ماندن در یک سانحه هوایی در صحرای گبی باید برای نجات خود از هواپیمای قدیمی یک هواپیمای جدید بسازند.